# Diego Pineda
Diego Iván Pineda Juárez (San Luis Potosí, San Luis Potosí, México, 8 de abril de 1995) es un futbolista mexicano. Juega de delantero centro y su equipo actual es el Alebrijes de Oaxaca de la Liga de Expansión MX.

## Trayectoria
El 7 de julio de 2023 después de pasar la totalidad de su carrera en su México natal, se unió al Dundee de la Scottish Premiership.

### Dundee Football Club
Debutó con el Dundee desde el banquillo en un partido de la fase de grupos de la Copa de la Liga de Escocia fuera de casa ante los Airdrieonians. Cuatro días después, tuvo su primera titularidad y anotó su primer gol para los Dark Blues en una victoria en casa sobre el Dumbarton.

## Palmarés

### Títulos nacionales
| Título       | Club                 | País   | Año  |
| ------------ | -------------------- | ------ | ---- |
| Ascenso MX   | Atlético de San Luis | México | 2018 |
| Ascenso MX   | Atlético de San Luis | México | 2019 |
| Expansión MX | Atlético Morelia     | México | 2022 |

### Títulos internacionales
| Título                           | Club   | País    | Año  |
| -------------------------------- | ------ | ------- | ---- |
| Campeonato Sub-20 de la Concacaf | México | Jamaica | 2015 |

(*) Incluyendo la selección